# Лаэллек, Жерар
Жерар Лаэллек (фр. Gérard Lahellec) — французский политик, сенатор, член Коммунистической партии.

## Биография
Родился 04 апреля 1954 года в поселке Плюфюр (департамент Кот-д’Армор) в семье фермеров. Получив степень бакалавра в 1972 году, он начал учебу, которую бросил, на факультете естественных наук в Ренне.
В 18 лет вступил в коммунистическую партию, с 1989 по 2013 год он возглавлял партийное отделение в департаменте Кот-д’Армор.
Успешно пройдя конкурс технических специалистов по телекоммуникациям, в 1978 году Жерар Лаэллек начал работу в компании France Telecom. Совмещая работу с профсоюзной деятельностью во Всеобщей конфедерации труда, в январе 1994 года он начал свою политическую карьеру, пройдя по списку левых в Региональный совет Бретани. В следующем году он был избран в муниципальный совет города Сен-Бриё и стал заместителем мэра Клода Сонье. Сохранял эти полномочия до марта 2001 года, когда на очередных выборах победил правый список, возглавляемый Брюно Жонкуром.
В 1998 и 2004 годах Жерар Лаэллек переизбирался в Региональный совет Бретани; в 2004 году, после того как левые во главе с Жаном-Ивом Ле Дрианом получили большинство, был избран вице-президентом этого совета, курировал вопросы транспорта.
На выборах в Сенат в сентябре 2020 года получил вторую строчку в едином левом списке кандидатов, одержавшем победу на выборах и сохранившем два мандата сенатора, один из которых достался ему. В Сенате стал членом комиссии по землепользованию и устойчивому развитию. После своего избрания в Сенат ушел в отставку с поста вице-президента Регионального совета Бретани.

## Занимаемые выборные должности
24.01.1994 — 20.06.2021 — член Регионального совета Бретани

02.04.2004 — 01.10.2020 — вице-президент Регионального совета Бретани

25.06.1995 — 24.03.2001 — вице-мэр города Сен-Бриё 

с 01.10.2020 — сенатор от департамента Кот-д’Армор